# Eider-Treene-Verband
Der Eider-Treene-Verband ist ein Wasser- und Bodenverband in Schleswig-Holstein mit Sitz in Pahlen, Dithmarschen.
Das Verbandsgebiet umfasst die Region der mittleren Eider samt der ihr zufließenden Treene. Der Verband entstand 2003 aus der Fusion der beiden Oberverbände Eiderverband und Treenehauptverband. Er liegt in der Flussgebietseinheit Eider und ist Oberverband der einzelnen Siel- und sonstigen Wasser- und Bodenverbände. Aufgabe des Eider-Treene-Verbands und seiner 34 Unterverbände ist neben der Unterhaltung von Gewässern und der Umsetzung der Europäischen Wasserrahmenrichtlinie auch die Unterhaltung von Schöpfwerken und Deichen zur Sicherstellung des Hochwasserschutzes.
Der Eiderverband als größerer seiner beiden Vorgängerverbände war 1934 gegründet worden.